# Seconda Divisione 1931 (pallacanestro maschile)
Il campionato di Seconda Divisione rappresenta la terza categoria della pallacanestro italiana. Le 44 squadre iscritte sono state suddivise in 9 gironi su base geografica. I calendari e gli arbitri vengono gestiti dalle varie federazioni regionali.

## Girone lombardo A
- Oratorio Sant'Andrea "A", Milano
- S.C. Villapizzone, Milano-Affori
- G.S.F. Guglielmo Oberdan, Milano
- Dop. Officine Meccaniche, Milano-Vigentino
- Oratorio Santo Stefano (O.S.S.), Milano

## Girone lombardo B
- G.S. Isotta Fraschini, Milano
- Oratorio Sant'Andrea "B", Milano
- Dop.Az. SIP (D.A.S.), Milano
- S.G. Costanza, Milano
- G.S.F. "Arnaldo Mussolini", Milano
- S.G. Legnano, Legnano

## Girone piemontese
- Ginnastica Torino A
- Ginnastica Torino B
- GUF Torino A
- GUF Torino B
- GUF Torino C
- GUF Torino D

## Girone emiliano
- SEF Virtus Bologna A
- SEF VIrtus Bologna B
- Bologna Sportiva A
- Bologna Sportiva B
- GUF Bologna
- Associazione Sportiva Galvani Bologna

## Girone giuliano
- Circolo Rionale Robur, Trieste
- Circolo Canottieri Bergamas "A", Trieste
- Circolo Canottieri Bergamas "B", Trieste
- Ginnastica Triestina
- GUF Trieste A
- GUF Trieste B
- GUF Trieste C
- GUF Trieste D

## Girone veneto
- Associazione Sportiva Diè N'Ai Venezia (A)
- Associazione Sportiva Diè N'Ai Venezia (B)

## Girone dalmata
- Istituto Professionale Zara
- Convitto Niccolò Tommaseo Zara
- Ginnastica Zara
- Dopolavoro Provinciale Zara

## Girone laziale
- Ginnastica Roma
- SG Giovane Italia Roma
- Associazione Calcio Formia
- ONB Formia

## Girone campano
- AP Napoli
- GUF Portici
- GUF Salerno